# Derivazione delle funzioni iperboliche

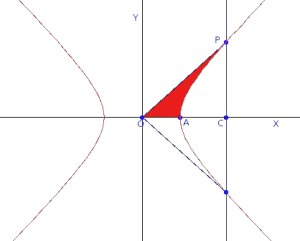

L'equazione dell'iperbole equilatera in figura è:
{\displaystyle x^{2}-y^{2}=a^{2}}
quindi:
{\displaystyle {\overline {OC}}=x,\qquad {\overline {PC}}={\sqrt {x^{2}-a^{2}}},\qquad {\overline {OA}}=a.}
L'area del settore iperbolico {\displaystyle OAP} è uguale all'area del triangolo {\displaystyle OPC} meno l'area della regione del piano delimitata dall'arco di iperbole {\displaystyle AP}, dall'asse delle {\displaystyle x} e dal segmento {\displaystyle PC.}
{\displaystyle S={\frac {1}{2}}x{\sqrt {x^{2}-a^{2}}}-\int _{a}^{x}{\sqrt {t^{2}-a^{2}}}\,dt={\frac {a^{2}}{2}}\left[\ln \left(x+{\sqrt {x^{2}-a^{2}}}\right)-\ln a\right]={\frac {a^{2}}{2}}\left[\ln \left({\frac {x}{a}}+{\sqrt {\left({\frac {x}{a}}\right)^{2}-1}}\right)\right].}
Posto {\displaystyle {\frac {2S}{a^{2}}}=t}, si ha:
{\displaystyle \ln \left({\frac {x}{a}}+{\sqrt {\left({\frac {x}{a}}\right)^{2}-1}}\right)=t}
{\displaystyle {\frac {x}{a}}+{\sqrt {\left({\frac {x}{a}}\right)^{2}-1}}=e^{t}}
{\displaystyle \left({\frac {x}{a}}\right)^{2}-1=\left(e^{t}-{\frac {x}{a}}\right)^{2}}
{\displaystyle 2{\frac {x}{a}}e^{t}=e^{2t}+1}
{\displaystyle {\frac {x}{a}}={\frac {e^{t}+e^{-t}}{2}}.}

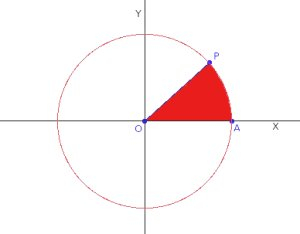

Quest'ultima relazione definisce il coseno iperbolico di {\displaystyle t,} {\displaystyle \cosh t}. 
{\displaystyle \cosh t={\frac {e^{t}+e^{-t}}{2}}.}
Si definisce inoltre il seno iperbolico:
{\displaystyle \sinh t={\frac {y}{a}}={\frac {\sqrt {x^{2}-a^{2}}}{a}}={\sqrt {\left({\frac {e^{t}+e^{-t}}{2}}\right)^{2}-1}}={\sqrt {\left({\frac {e^{t}-e^{-t}}{2}}\right)^{2}}}={\frac {e^{t}-e^{-t}}{2}}.}
L'argomento delle funzioni iperboliche è analogo a quello delle funzioni goniometriche se si considera che, nel caso della circonferenza, l'angolo, in radianti, è uguale al doppio dell'area del settore circolare diviso il raggio al quadrato:
{\displaystyle \theta ={\frac {2S}{a^{2}}}}
e
{\displaystyle \cos \theta ={\frac {x}{a}},\qquad \sin \theta ={\frac {y}{a}}.}